# Polk County, Iowa
Polk County är ett administrativt område i delstaten Iowa, USA, med 430 640 invånare. Den administrativa huvudorten (county seat) är Des Moines.

## Geografi
Enligt United States Census Bureau har countyt en total area på 1 533 km². 1 474 km² av den arean är land och 60 km² är vatten.

### Angränsande countyn
- Boone County - nordväst
- Story County - norr
- Jasper County - öst
- Marion County - sydost
- Warren County - söder
- Madison County - sydväst
- Dallas County - väst